# Pseudoneptis ianthe
Pseudoneptis ianthe är en fjärilsart som beskrevs av Arthur Francis Hemming 1964. Pseudoneptis ianthe ingår i släktet Pseudoneptis och familjen praktfjärilar. Inga underarter finns listade i Catalogue of Life.